# Wyścigowe Mistrzostwa Węgier 1990
1990 – sezon wyścigowych mistrzostw Węgier.